# Танагра-жалібниця червоноплеча

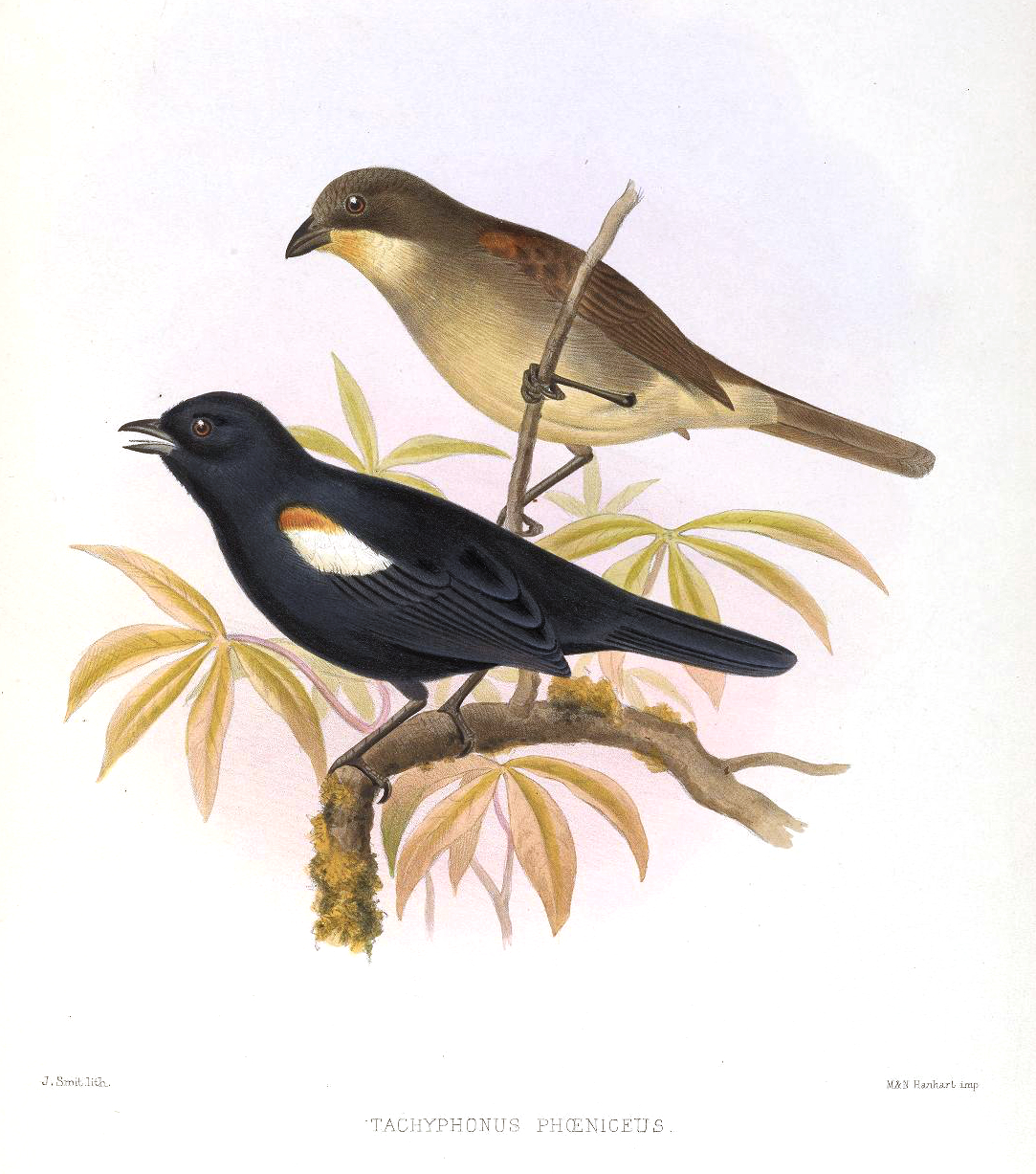
Пара червоноплечих танагр-жалібниць

Тана́гра-жалібни́ця червоноплеча (Tachyphonus phoenicius) — вид горобцеподібних птахів родини саякових (Thraupidae). Мешкає в Південній Америці.

## Поширення і екологія
Червоноплечі танагри-жалібниці мешкають на сході Колумбії, у Венесуелі, Гаяні, Суринамі, Французькій Гвіані і на крайній півночі Бразилії, також в центральній Бразильській Амазонії (на південь від Амазонки, на схід від Мадейри), на крайній півночі Болівії і на півночі Перу. Вони живуть в галерейних лісах, саванах і льяносі. Зустрічаються на висоті до 400 м над рівнем моря, у тепуях Гвіанського нагір'я на висоті до 1900 м над рівнем моря.